# 史蒂芬·卡普斯
史蒂芬·R·卡普斯（英語：Stephen R. Kappes，1951年8月22日—）曾任中央情報局副局長，直至2010年5月5日辭職。自1981年開始，他在中央情報局工作，中途有兩年的中斷。
作為一名職業秘密行動專業人員，卡普斯監督了引人注目的引渡計劃，該計劃旨在將恐怖主義嫌疑人轉移到秘密地點進行非司法審訊。
在2003年，卡普斯也協助說服利比亞領導人穆安瑪爾·格達費放棄核武計畫。2009年，卡普斯因在總部參與從義大利領土綁架一名埃及公民並實施折磨的行動而被義大利法院缺席定罪。

## 早年
卡普斯獲得了俄亥俄大學醫學預科學士學位和俄亥俄州立大學病理學碩士學位。從1976年到1981年，他在美國海軍陸戰隊擔任軍官。

## 生涯

### 中央情報局
1981年，卡普斯加入中央情報局，先後在歐洲和中東執行多項任務，並在中央情報局總部擔任管理職務。從1996年到1999年，他曾擔任新德里、法蘭克福、科威特城和莫斯科站的站長。他還在巴基斯坦服役的經歷。在1999年到2000年期間，卡普斯擔任近東和南亞分部主任。隨後，他在2000年到2002年期間擔任反情報行動部副副主任，接著在中央情報局行動副局長詹姆斯·帕維特的領導下擔任副局長（ADDO），直至2004年。
2006年5月，約翰·尼格羅龐提指定卡普斯為下一任中央情報局副局長。即將卸任的參議員傑伊·洛克斐勒和即將上任的參議院情報委員會女主席黛安·范士丹認為，卡普斯是即將上任的奧巴馬政府中央情報局局長的首選人。情報委員會。然而，在2009年2月，利安·帕內塔被任命為該職位，而卡普斯繼續擔任中央情報局副局長。這一決定是范士丹設定的條件，以換取她對前者的支持。